# Bob Stephenson
Robert J. Stephenson, detto Bob (Oxnard, 18 maggio 1967), è un attore statunitense.

## Biografia
Ha frequentato l'Università della California. È apparso nel video musicale di "Lazy" del gruppo inglese X-Press 2. Insieme al collega Tom Hanks, condivide la passione per l'Aston Villa, squadra della Premier League inglese.
È noto per l'interpretazione dello sceriffo Jimmy Taylor nella serie Jericho.

## Filmografia

### Cinema
- Seven, regia di David Fincher (1995)
- Con Air, regia di Simon West (1997)
- The Game - Nessuna regola (The Game), regia di David Fincher (1997)
- Fight Club, regia di David Fincher (1999)
- Charlie's Angels, regia di McG (2000)
- Il ladro di orchidee (Adaptation.), regia di Spike Jonze (2002)
- Charlie's Angels - Più che mai (Charlie's Angels: Full Throttle), regia di McG (2003)
- Thumbsucker - Il succhiapollice (Thumbsucker), regia di Mike Mills (2005)
- Friends with Money, regia di Nicole Holofcener (2006)
- Scuola per canaglie (School for Scoundrels), regia di Todd Phillips (2006)
- Zodiac, regia di David Fincher (2007)
- Transformers, regia di Michael Bay (2007)
- Stolen - Rapiti (Stolen o Stolen Lives), regia di Anders Anderson (2009)
- Quell'idiota di nostro fratello (Our Idiot Brother), regia di Jesse Peretz (2011)
- L'amore all'improvviso - Larry Crowne (Larry Crowne), regia di Tom Hanks (2011)
- Hick, regia di Derick Martini (2011)
- Cercasi amore per la fine del mondo (Seeking a Friend for the End of the World), regia di Lorene Scafaria (2012)
- Bad Words, regia di Jason Bateman (2013)
- Proprio lui? (Why Him?), regia di John Hamburg (2016)
- Lady Bird, regia di Greta Gerwig (2017)
- La battaglia dei sessi (Battle of the Sexes), regia di Jonathan Dayton e Valerie Faris (2017)
- A Futile and Stupid Gesture, regia di David Wain (2018)
- Making Babies, regia di Josh F. Huber (2018)
- Vice - L'uomo nell'ombra (Vice), regia di Adam McKay (2018)
- L'arte della truffa (Lying and Stealing), regia di Matt Aselton (2019)
- Top Gun: Maverick, regia di Joseph Kosinski (2022)

### Televisione
- Due gemelle e una tata (Two of a kind) – serie TV, un episodio (1998)
- Felicity – serie TV, un episodio (1998)
- L'atelier di Veronica (Veronica's Closet) – serie TV, un episodio (1999)
- Profiler - Intuizioni mortali (Profiler) – serie TV, un episodio (1999)
- Giudice Amy (Judging Amy) – serie TV, un episodio (2001)
- Ally McBeal – serie TV, un episodio (2002)
- Close to Home - Giustizia ad ogni costo (Close to Home) – serie TV, un episodio (2006)
- CSI - Scena del crimine (CSI: Crime Scene Investigation) – serie TV, un episodio (2006)
- Jericho – serie TV, 24 episodi (2006-2008)
- Senza traccia (Without a Trace) – serie TV, un episodio (2008)
- Eleventh Hour – serie TV, un episodio (2009)
- The Forgotten – serie TV, 17 episodi (2009-2010)
- $#*! My Dad Says – serie TV, un episodio (2010)
- L'uomo di casa (Last Man Standing) – serie TV, un episodio (2011)
- Vegas – serie TV, un episodio (2013)
- Agents of S.H.I.E.L.D. – serie TV, un episodio (2013)
- Mom – serie TV, un episodio (2014)
- Twin Peaks – serie TV, un episodio (2017)
- Brooklyn Nine-Nine – serie TV, un episodio (2019)
- La direttrice (The Chair) – serie TV, 4 episodi (2021)

## Doppiatori italiani
Nelle versioni in italiano delle opere in cui ha recitato, Bob Stephenson è stato doppiato da:
- Massimo De Ambrosis in Friends with Money, Lady Bird
- Alessandro Budroni in Agents of S.H.I.E.L.D., 22.11.63
- Toni Orlandi in CSI - Scena del crimine
- Giuliano Santi in Jericho
- Roberto Draghetti in Zodiac
- Gianluca Tusco in Senza traccia
- Franco Mannella in The Forgotten
- Vladimiro Conti in L'amore all'improvviso - Larry Crowne
- Alessandro Messina in Proprio lui?
- Maurizio Fiorentini in Twin Peaks
- Roberto Fidecaro in NCIS - Unità anticrimine
- Luca Graziani in The Big Bang Theory
- Renato Cecchetto in GLOW
- Giorgio Locuratolo in 9-1-1: Lone Star
- Gaetano Lizzio in Family Switch